# КРТ-10
Радиотелескоп «КРТ-10» (Космический Радио-Телескоп, диаметр зеркала антенны 10 метров) — первый в мире космический радиотелескоп. Антенна радиотелескопа была установлена на орбитальной станции «Салют-6». На космической обсерватории «Спектр-Р» также установлен радиотелескоп с названием КРТ (изделие 1405/1 КРТ).

## История
КРТ-10 был разработан в кооперации РКК «Энергия», ЦНИИ «Комета», ИКИ АН и  ЦНИИПИСМ. Участники разработки стали лауреатами Государственной премии СССР в области техники 1980 года.
Радиотелескоп на станцию «Салют-6» был доставлен грузовым космическим кораблём «Прогресс-7». Вследствие малого объёма, выделенного в «Прогрессе» для КРТ-10, радиотелескоп был разбит на три блока: главное зеркало, фокальный контейнер с облучателем и тремя раздвижными опорами и механизм крепления антенны.
Космонавты Владимир Ляхов и Валерий Рюмин провели стыковку и монтаж всех блоков КРТ-10, укрепили его на промежуточной камере станции «Салют-6», а также предварительно проверили взаимодействия его элементов.
17 июля, после отхода корабля «Прогресс-7» от станции, было произведено выдвижение элементов конструкции радиотелескопа КРТ-10 в открытое космическое пространство и раскрыта его антенна.
После ввода радиотелескопа в действие были произведены юстировка — привязка лучей антенны к осям станции «Салют-6» и снятие диаграмм направленности.
Для этого осуществлялась регистрации радиоизлучения Крабовидной туманности (источника Кассиопея А), Солнца и наземного радиоисточника. Результаты измерений оказались близкими к расчётным. Направление антенны на источники радиоизлучения осуществлялись поворотом всей орбитальной станции.
В литературе существует версия, согласно которой в 1979 году был проведен первый в мире РДСБ-эксперимент с внеатмосферным радиотелескопом КРТ-10 и радиотелескопом РТ-70 в Евпатории. Однако эта версия ошибочна: КРТ-10 не имел в своем составе аппаратуры, необходимой для радиоинтерферометрических наблюдений. В 1979 году не было такой аппаратуры и на радиотелескопе РТ-70 в Евпатории. Лаборатория космической радиоастрономии Института космических исследований АН СССР, проводившая эксперименты с КРТ-10 в 1979 году, планировала продолжение работ с новыми космическими радиотелескопами серии КРТ диаметром 10 и 30 метров, в том числе, и в режиме РСДБ. Однако эти программы были отменены, и первые РСДБ-наблюдения на базе между евпаторийским телескопом РТ-70 и космическим радиотелескопом состоялись в 2011-2012 гг. с участием космического аппарата Спектр-Р проекта "РадиоАстрон".

## Конструкция
Радиотелескоп КРТ-10 состоял из зеркальной параболической сетчатой антенны диаметром 10 метров, многоканальной высокочувствительной приёмной аппаратуры и системы точной временной привязки.
Главное зеркало КРТ-10 представляло собой шестиугольную высечку из параболоида вращения. Каркас зеркала состоял из диагональных стержней из алюминиевых сплавов сечением 6 × 12 мм и тросиков диаметром 1 мм. Узлы были выполнены из алюминиевых сплавов, а пружины — из высокопрочных сталей. В качестве отражающей поверхности использовалось специально разработанное трикотажное сетчатое полотно из металлических проволочек диаметром 50 мкм. Масса зеркала составляла 65 кг, и в сложенном виде оно представляло собой шестиугольную призму с максимальным размером у основания 0,5 м и общей длиной 0,9 м.
На корпусе были укреплены облучатели антенны: четыре рупора для работы на длине волны 12 см и спиральный для работы на длине волны 72 см. На нём же размещался фокальный контейнер, внутри герметичного отсека которого находились высокочастотные усилители радиометров и система терморегулирования. Фокальный контейнер соединялся с зеркалом при помощи трёх раскладных опор. В развернутом виде каждая опора представляла собой трёхгранную форму длиной 5 м (в сложенном виде длина опоры составляла 27 см). Масса опор была около 7 кг.
Вдоль опор и к центру конструкции каркаса располагались кабели, соединяющие аппаратуру фокального контейнера и некоторые датчики, находящиеся на антенне, с установленной в рабочем отсеке аппаратурой (низкочастотными блоками радиометров, блоком времени и пультами управления). Общая масса КРТ-10 составляла 300 кг.

## Авария
9 августа работы с радиотелескопом КРТ-10 были закончены, но в момент отстрела раскрытой антенны четыре тросика зацепились за выступающую крестовину стыковочной мишени на агрегатном отсеке станции «Салют-6».
Ситуация была критическая. Антенна загородила стыковочный узел, к которому должны были ещё причаливать корабли. Можно было срочно возвратить экипаж на Землю, и тогда вся программа предстоящих полётов на станцию была бы завершена, так как антенна могла бы повредить любой приближающийся корабль, и в любой момент антенна могла повредить и станцию.
15 августа, после всестороннего анализа аварийной ситуации, экипажу было предложено выйти в открытый космос и попробовать избавиться от зацепившейся антенны. Выход был не запланирован, и до штатной посадки оставалось 4 дня. Экипаж согласился, так как понимал, что кроме них эту работу не выполнит никто. Третий выход в открытый космос, осуществлённый Валерием Рюминым с помощью Владимира Ляхова произошёл 15 августа 1979 года.
Выход производился через люк переходного отсека. Переход от люка переходного отсека к стыковочному узлу осуществлялся с помощью перил, установленных на поверхности станции.
Основную работу при выходе выполнял Рюмин. Ляхов помогал ему. Чтобы освободить антенну, пришлось перекусить четыре стальных тросика толщиной около миллиметра. Затем рычагом длиной около полутора метров В. В. Рюмин оттолкнул антенну от станции по направлению к Земле. Затем космонавты демонтировали часть оборудования с поверхности станции. В открытом космосе экипаж находился 1 час и 23 минуты.

## В искусстве
Художник Андрей Соколов нарисовал картину, посвящённую отделению антенны от орбитальной станции.